# Mistrzostwa Polski w Łyżwiarstwie Szybkim w Wieloboju 1985
57. Mistrzostwa Polski w łyżwiarstwie szybkim w wieloboju odbyły się w 1985 roku w Warszawie na torze Stegny. Złote medale zdobyli Erwina Ryś-Ferens i Andrzej Józwik.

## Kobiety
| Msc. | Zawodniczka                           | 500 m | 1500 m | 3000 m | 5000 m | Wielobój |
| 1.   | Erwina Ryś-Ferens (Marymont Warszawa) |       |        |        |        | 191,343  |
| 2.   | Lidia Olcoń (Podhale Nowy Targ)       |       |        |        |        | 197,896  |
| 3.   | Grażyna Bednarczyk (SNPTT Zakopane)   |       |        |        |        | 202,036  |

## Mężczyźni
| Msc. | Zawodnik                        | 500 m | 1500 m | 5000 m | 10 000 m | Wielobój |
| 1.   | Andrzej Józwik (Orzeł Elbląg)   |       |        |        |          | 175,098  |
| 2.   | Mariusz Maślanka (Orzeł Elbląg) |       |        |        |          | 176,640  |
| 3.   | Roman Derks (Olimpia Elbląg)    |       |        |        |          | 177,345  |